# Nachal Kuba
Nachal Kuba (hebrejsky נחל קבה) je vádí v jižním Izraeli, v severní části Negevské pouště.
Začíná v nadmořské výšce přes 450 metrů v mírně zvlněné pouštní krajině severně od beduínského města Ar'ara ba-Negev. Směřuje pak k severozápadu a prochází skrz areál letecké základny Nevatim. Ústí zleva do vádí Nachal Be'erševa.